# Pterapogon
Pterapogon is een geslacht van straalvinnige vissen uit de familie van kardinaalbaarzen (Apogonidae).

## Soorten
- Pterapogon kauderni Koumans, 1933
- Pterapogon mirifica (Mees, 1966)